# Valgmandskollegium
Et valgmandskollegium er en forsamling af personer, valgmænd, som har til opgave at vælge nogle (andre) personer.
I USA er det således et valgmandskollegium, der vælger præsident og vicepræsident. Tidligere valgtes Finlands præsident også ved et sådant indirekte valg, men i forbindelse med reformarbejdet frem til indførelsen af den nuværende grundlov ændrede man metode, så siden 1994 har Finlands præsident været direkte valgt.
| Politik | Spire Denne artikel om politik og ideologi er en spire som bør udbygges. Du er velkommen til at hjælpe Wikipedia ved at udvide den. |